# محمد بن عیسی سرخسی
محمد بن عیسی سرخسی، از فقها و محدثین بزرگ قرن چهرم هجری قمری است. وی در محضر محمد بن ادریس شافعی حدیث را فرا گرفته و در سال ۳۸۹ هجری قمری نیز وفات نموده‌است. محمدبن عیسی درسرخس متولد و در عراق فوت و همان‌جا نیز دفن شده‌است.